# Lesley Manville
Lesley Ann Manville OBE (ur. 12 marca 1956 w Brighton) – angielska aktorka filmowa, teatralna i telewizyjna. Nominowana do Oscara dla najlepszej aktorki drugoplanowej za rolę w filmie Nić widmo (2017) Paula Thomasa Andersona.
Znana na arenie międzynarodowej jako stała współpracowniczka reżysera Mike'a Leigh. Zagrała u niego w filmach Wysokie aspiracje (1988), Sekrety i kłamstwa (1996), Topsy-Turvy (1999), Vera Drake (2004), Pan Turner (2014), ale najwybitniejsze kreacje, za które zdobyła liczne nagrody i nominacje, stworzyła w obrazach Wszystko albo nic (2002) i Kolejny rok (2010).
Odnosi sukcesy również w teatrze - jest laureatką Nagrody im. Laurence'a Oliviera za rolę w spektaklu Duchy według Henryka Ibsena, w reżyserii Richarda Eyre'a.

## Filmografia

### Filmy
| Rok  | Tytuł                                                  | Rola                   | Uwagi                   |
| ---- | ------------------------------------------------------ | ---------------------- | ----------------------- |
| 1985 | Taniec z nieznajomym                                   | Maryanne               |                         |
| 1987 | Sammy i Rosie puszczają się                            | Margy                  |                         |
| 1987 | Pełnia sezonu                                          | Carol                  |                         |
| 1988 | Wysokie aspiracje                                      | Laetitia Boothe-Braine |                         |
| 1996 | Sekrety i kłamstwa                                     | pracowniczka socjalna  |                         |
| 1999 | Milk                                                   | Fiona                  |                         |
| 1999 | Topsy-Turvy                                            | Lucy Gilbert           |                         |
| 1999 | Toy Boys                                               | pani Allen             | krótkometr.             |
| 2002 | Wszystko albo nic                                      | Penny                  |                         |
| 2004 | Vera Drake                                             | Pani Wells             |                         |
| 2005 | Wielka ekstaza Roberta Carmichaela                     | Sarah Carmichael       |                         |
| 2007 | Richard Is My Boyfriend                                | Matka                  |                         |
| 2007 | Iskierka                                               | Jill                   |                         |
| 2010 | Kolejny rok                                            | Mary                   |                         |
| 2010 | Łono                                                   | Judith                 |                         |
| 2013 | Romeo and Juliet                                       | pielęgniarka           |                         |
| 2013 | Viaggio sola                                           | Kate Sherman           |                         |
| 2013 | Spike Island                                           | Margaret               |                         |
| 2013 | The Christmas Candle                                   | Bea Haddington         |                         |
| 2014 | Czarownica                                             | Flittle                |                         |
| 2014 | Pan Turner                                             | Mary Somerville        |                         |
| 2015 | Molly Moon and the Incredible Book of Hypnotism        | Adderstone             |                         |
| 2016 | Pęknięcie                                              | dr Nyman               |                         |
| 2017 | Zawsze jest czas na miłość                             | Fiona                  |                         |
| 2017 | Nić widmo                                              | Cyril Woodcock         |                         |
| 2019 | Ordinary Love                                          | Joan                   | inny tyt. Normal People |
| 2019 | Czarownica 2                                           | Flittle                |                         |
| 2020 | Niepokorna miss                                        | Dolores Hope           |                         |
| 2020 | Prawo krwi                                             | Blanche Weboy          |                         |
| 2021 | Everything I Ever Wanted to Tell My Daughter About Men | Matka                  |                         |
| 2022 | Paryż pani Harris                                      | Ada Harris             |                         |
| 2023 | The Critic                                             | Annabel Land           |                         |
| 2024 | Back to Black. Historia Amy Winehouse                  | Cynthia                |                         |
| 2024 | Queer                                                  | dr Cotter              |                         |